# Невтішна вдова дякує всім, хто втішить її
«Невтішна вдова дякує всім, хто втішить її» — італійська еротична комедія 1973 року, знятий режисером Маріано Лауренті на кіностудії «Devon Film», з Едвіж Фенек у головній ролі.

## Сюжет
Багатий промисловець гине в автомобільній катастрофі, не залишивши заповіту. Згідно із законом вся його спадщина має відійти до братів покійного, якщо у його вдови Катерини (Едвіж Фенек) протягом дев'яти місяців не народиться дитина. Заповзятлива матуся Катерини вирішує за будь-яку ціну знайти підходящого продовжувача роду для своєї дочки, але у неї виникає проблема з цим, бо брати її покійного зятя день і ніч охороняють віллу, намагаючись не допустити туди жодного чоловіка. Тим часом у будинок проникає злодій.

## У ролях
- Едвіж Фенек: Катерина Превості
- Карло Джуффре: барон Карло Нішемі, злодій
- Діді Перего: Франческа, мати Катеріни
- Гвідо Леонтіні: Тано Сантеночіто
- Піно Феррара: Ніколіно Сантеночіто
- Енцо Андроніко: нотаріус
- Франко Рессел: адвокат Катеріни
- Маріо Маранзана: Сальваторе Сантеночіто, чоловік Катеріни
- Фортунато Чечілья: слуга
- Джино Паньяні: маленький хлопчик
- Паола Ардуїні: епізод
- Карла Манчіні: друга няня
- Луїджі Антоніо Гверра: епізод
- Анджела Леонтіні: епізод

## Знімальна група
- Режисер: Маріано Лауренті
- Сценаристи: Альдо Грімальді, Джованні Грімальді
- Оператор: Тіно Сантоні
- Музика: Бруно Ніколаі[it]
- Художник: Антоніо Візоне